# Kozyriewka (rejon głuszkowski)
Kozyriewka (ros. Козыревка) – wieś (ros. деревня, trb. dieriewnia) w zachodniej Rosji, w sielsowiecie suchinowskimrejonu głuszkowskiego w obwodzie kurskim.

## Geografia
Miejscowość położona jest 2,5 km od centrum administracyjnego sielsowietu suchinowskiego (Suchinowka), 10 km od centrum administracyjnego rejonu (Głuszkowo), 126 km od Kurska.

## Demografia
W 2010 r. miejscowość zamieszkiwało 11 osób.